# Модификация (компьютерные игры)
Модифика́ция (мо́ддинг игр, прог. жарг. «мод») — изменение компьютерной игры, обычно осуществлённое фанатами из сообщества для других игроков. Разработчики лишь добавляют общую поддержку модов в игре и редко связаны с модификациями и их созданием. Модификации предполагают как бесплатное, так и платное распространение.

## Значение модов
Моды различаются по своему масштабу. Одни исправляют баги и ошибки игры или улучшают её графическую составляющую, другие добавляют новые элементы геймплея, а некоторые рассказывают полностью отдельную от оригинальной игры историю. Благодаря модам игры могут оставаться актуальными спустя много лет после своего выхода.
Моды пользуются большой популярностью — в данный момент на сайте Mod DB, посвящённом моддингу, расположено больше 25 тысяч модов. Особенное значение имеют моды для игры Minecraft — на сайт CurseForge загружено более чем 100 тысяч модификаций для неё. Также тема моддинга имеет большое значение в сообществе игр серий The Elder Scrolls, Half-Life и S.T.A.L.K.E.R.
Некоторые разработчики игр, например Valve, активно поддерживают моддеров: модификации к их игре Half-Life — Counter-Strike, Team Fortress Classic и Day of Defeat — стали самостоятельными играми, в разработке которых Valve принимали участие. Кроме них, в отдельные игры развились такие моды, как Garry’s Mod для Half-Life 2, Cry of Fear для Half-Life и DayZ для Arma 2. Игровые студии иногда нанимают людей, которые особенно хороши в создании модификаций, для работы с ними в качестве разработчиков игр.